# Arbor Networks
 (avril 2024).
Si vous disposez d'ouvrages ou d'articles de référence ou si vous connaissez des sites web de qualité traitant du thème abordé ici, merci de compléter l'article en donnant les références utiles à sa vérifiabilité et en les liant à la section « Notes et références ».
 (juillet 2018).
Arbor Networks est une société de logiciels fondée en 2000 et basée à Burlington (Massachusetts) aux États-Unis, qui vend des logiciels de sécurité réseau et de surveillance de réseau, utilisés par plus de 90 % des fournisseurs d'accès à Internet[réf. souhaitée].
Les produits de la société Arbor Networks sont utilisés pour protéger les réseaux contre les attaques par déni de service, les réseaux de zombies, les vers informatiques et les tentatives de désactivation des routeurs réseau.

## Histoire
La société a été fondée en 2000 lorsque les cofondateurs Farnam Jahanian et Rob Malan ont lancé une recherche à l'Université du Michigan, parrainée par DARPA, Cisco et Intel. Ils ont été rejoints par les étudiants Jonathan Arnold, Matthew Smart et Jonathan Poland, et les entrepreneurs Ted Julian et Dug Song pour former l'équipe fondatrice. L'entreprise a levé 11 millions de dollars dans une ronde de capital de risque. Plus tard, en août 2002, la société a levé 22 millions de dollars supplémentaires dans un second tour de capital-risque, dirigé par Thomas Weisel Venture Partners, avec des participants parmi lesquels Battery Ventures et Cisco Systems, entre autres. En janvier 2008, Arbor a acquis Ellacoya Networks, une entreprise qui fournit des produits de façonnage du trafic à large bande. L'acquisition devait faire passer le marché total adressable (TAM) d'Arbour à 750 millions de dollars en 2008 et à 1,5 milliard de dollars à la fin de 2009. En mars 2009, Arbor a travaillé avec 100 FAI pour créer un nouveau système de surveillance de réseau, appelé ATLAS 2.0. En octobre 2009, la société a estimé que Google ne payait presque rien pour la bande passante de YouTube, notant que Google utilisait probablement la fibre noire pour exécuter le site Web[réf. nécessaire].
Le 31 août 2010, Tektronix Communications a annoncé qu'elle avait conclu l'acquisition d'Arbor Networks. À la fin de l'acquisition, Arbor Networks se joint au portefeuille de sociétés de communications et d'entreprises de Danaher Corporation, qui comprend Tektronix Communications.
Le 3 septembre 2013, Arbor Networks a annoncé qu'elle avait acquis Packetloop, un leader privé dans le domaine de la sécurité analytique basé à Sydney, en Australie.

## Description
Arbor Networks a des partenariats stratégiques avec Cisco, IBM et Juniper Networks. En plus de son siège social à Burlington, Massachusetts, la société possède également des bureaux à Ann Arbor, au Michigan, à Londres et à Singapour. Wired a déclaré qu'en raison de la popularité des logiciels d'Arbor parmi les FAI, la société « en sait probablement plus sur les flux et les reflux [d'Internet] que quiconque en dehors de la National Security Agency »[réf. nécessaire].
Arbor fait maintenant partie de NetScout Systems dans le cadre de l'acquisition de Fluke, Tektronix Communications (TekComms) et VSS en 2015 de Danaher.